# حقوق الإنسان في الأراضي التي يسيطر عليها تنظيم داعش
تعتبر حالة حقوق الإنسان في الأراضي التي يسيطر عليها تنظيم داعش من أسوأ الحالات في التاريخ الحديث، وقد انتقدتها العديد من المنظمات الحقوقية والسياسية والدينية. ذكرت لجنة الأمم المتحدة لحقوق الإنسان أن تنظيم الدولة الإسلامية «يسعى إلى إخضاع المدنيين تحـت سيطرته والهيمنة على كل جوانب حياتهم من خلال الرعب والتلقين الأيديولوجي وتوفير الخدمات لمن يطيعهم.»

## قرارات الأمم المتحدة
في نوفمبر 2014، أعلنت لجنة التحقيق الدولية المستقلة التابعة للأمم المتحدة بشأن الجمهورية العربية السورية في تقريرها «إن تنظيم الدولة الإسلامية يرتكب جرائم ضد الإنسانية»، وأن الجماعة «تسعى إلى إخضـاع المدنيين تحـت سـيطرته والهيمنة على كل جوانب حياتهم من خلال الرعب والتلقين الأيديولوجي وتوفير الخدمات لمن يطيعهم.»
وفي أكتوبر 2015، أدان مجلس حقوق الإنسان التابع للأمم المتحدة بشدة الأعمال الإرهابية والعنف المرتكب ضد المدنيين من قبل داعش وجبهة النصرة وغيرها من الجماعات المتطرفة، واستمرار انتهاكاتها الجسيمة والمنهجية الواسعة النطاق لحقوق الإنسان والقانون الدولي الإنساني. كما أكد أن «الإرهاب، بما في ذلك الأعمال التي يقوم بها داعش، لا يمكن ولا ينبغي أن ترتبط بأي دين أو جنسية أو حضارة.»

## بيانات مجموعات حقوق الإنسان
أصدرت منظمة هيومن رايتس ووتش الحقوقية تقريرا في نوفمبر 2014 اتهمت مسلحين من تنظيم داعش في درنة ليبيا بارتكاب جرائم حرب وجرائم ضد الإنسانية وشملت ترهيب السكان في غياب سلطة الدولة والقانون. وثقت هيومن رايتس ووتش ثلاثة إعدامات واضحة وعشرة عمليات جلد علني على الأقل من قبل مجلس شورى شباب الإسلام، الذي إنضم لتنظيم الدولة الإسلامية في نوفمبر 2014. كما وثقت أيضًا قطع رؤوس ثلاثة من سكان درنة وعشرات عمليات الاغتيال تبدو ذات دوافع سياسية على القضاة، والموظفين العموميين، وأعضاء القوات الأمنية، وغيرهم. وقالت سارة ليا ويتسن، مديرة هيومن رايتس ووتش في الشرق الأوسط وشمال أفريقيا: «يتوجب على القادة أن يفهموا أنهم قد يواجهون النيابة المحلية أو الدولية على الانتهاكات الجسيمة لحقوق الإنسان التي ترتكبها قواتهم.»
وقد اتهمت منظمة العفو الدولية، جماعة داعش بارتكاب جرائم تطهير عرقي وديني ضد الأقليات التي تجتاح شمال العراق بمقاييس تاريخية.
ويصف التقرير الذي صدر في أواخر عام 2014 كيف يستهدف داعش الطوائف الإسلامية غير السنية والطوائف غير العربية، ويقتل ويخطف مئات وربما آلاف المدنيين، كما قد أجبر أكثر من 830,000 مدني على الفرار من المناطق التي يسيطر عليها منذ 10 يونيو 2014.
وقد كان هؤلاء المدنيين من بين طوائف المسيحيين والآشوريين والشبك والتركمان واليزيديين والمندائيين والكاكائيون، الذين قد عاشوا معا لعدة قرون في محافظة نينوى.

## الإبادة الجماعية وجرائم الحرب
ان جرائم داعش من القتل المستمر وخطف واغتصاب والتطهير العرقي ضد الشيعة والمسيحيين والإيزديين وسائر الأقليات، تعتبر إبادة جماعية. كما أن هناك ضحايا من أهل السنة سقطوا علی أيدي داعش.
اعترف أسير داعشي، باغتصاب أكثر من 200 امرأة من الأقليات العراقية وقتل نحو 500 شخص مؤكدا أن القيادة كانت تشجعه على القيام بذلك.
كما أن التنظيم أعدم النساء اللائي رفضن ممارسة الجنس مع مقاتلي التنظيم.

### المسلمين الشيعة
ان شيعة العراق الذين يشكلون الغالبية السكانية، قد قُتلوا بأعداد كبيرة علی يد تنظيم داعش. وصف التنظيم الذي حاول إنشاء خلافة سنية، مسلمي الشيعة كفار ولذلك استهدف المجتمعات الشيعية على وجه التحديد.
فمنذ سيطرة قوات داعش يوم 10 حزيران 2014 على مدينة الموصل، بدأ التنظيم بممارسة جرائمه البشعة في المناطق التي سيطر عليها بحق الاقليات الشيعية من التركمان والشبك، وتضمن ذلك قتل وتهجير واستعباد النساء واستباحتهن ومصادرة ممتلكات. ووفقا للشهود، في 23 يونيو هاجم التنظيم قريتان زراعيتان متجاورتان على بعد 5 كيلومترات شمالي الموصل وهما الكبة والشريخان، وخطف هناك ما لا يقل عن 40 شخص من التركمان الشيعة. ثم فرت جميع عائلات التركمان الشيعة البالغ عددها 950 من القريتين بأوامر من داعش. وبين 13 يونيو و10 يوليو اختطف داعش ما لا يقل عن 83 رجلاً شيعياً من الشبك، من قرى تقع على الأطراف الشرقية للموصل، من كوكجلي، قرتة بة، وبازوايا، وطبرق زيارة وقرية عمركان. وقد فرت جميع عائلات القرية من الشبك الشيعة البالغ عددها 250 على الفور. ثم بدأ التنظيم بنهب أموالهم وممتلكاتهم وقد كتبوا على بيوتهم حرف الراء (أي روافض) تشير إلى أنها أصبحت عائدة لعقارات الدولة الإسلامية.
وقد أشار بيان منظمة هيومن رايتس إلى أن التنظيم لجأ في مرات عديدة إلى إعدام الأسرى الشيعة ميدانيا في العراق، وقامت على سبيل المثال بعملية قتل جماعي لجنود عراقيين في معسكر سبايكر في تكريت، بعد استيلائها على المدينة في 11 يونيو. زعم التنظيم أنه قتل هناك 1700 مسلم شيعي. وفي 16 يونيو، قتلت الجماعة، بحسب تقارير، ما لا يقل عن 40 من الشيعة التركمان من بينهم أطفال في 4 تجمعات قرب مدينة كركوك.
ووفقا للشهود، بعد أن تمكنت جماعة داعش من السيطرة على مدينة الموصل، فصلوا السجناء الشيعة عن السجناء السنة، ثم أخذوا سجناء الشيعة الذين كان يصل عددهم إلی 650 سجينا إلى الاعدام. وقد أفاد مسؤولون أكراد في أربيل عن وجود حوادث مماثلة التي تم فيها فصل السجناء الشيعة عن سائر السجناء وثم أخذهم إلی الإعدام أو حرقهم وهم أحياء.
كما قام التظيم بتدمير العديد من الأضرحة والمساجد والحسينيات الشيعية في المناطق التي سيطر عليها.
في 17 مارس 2016، أعلن وزير الخارجية الأمريكي جون كيري بأن أعمال العنف التي ارتكبها تنظيم داعش الإرهابي بحق المسلمين الشيعة والأقليات الدينية الأخری في سوريا والعراق، بلغت حد الإبادة الجماعية.

### الإيزيديين

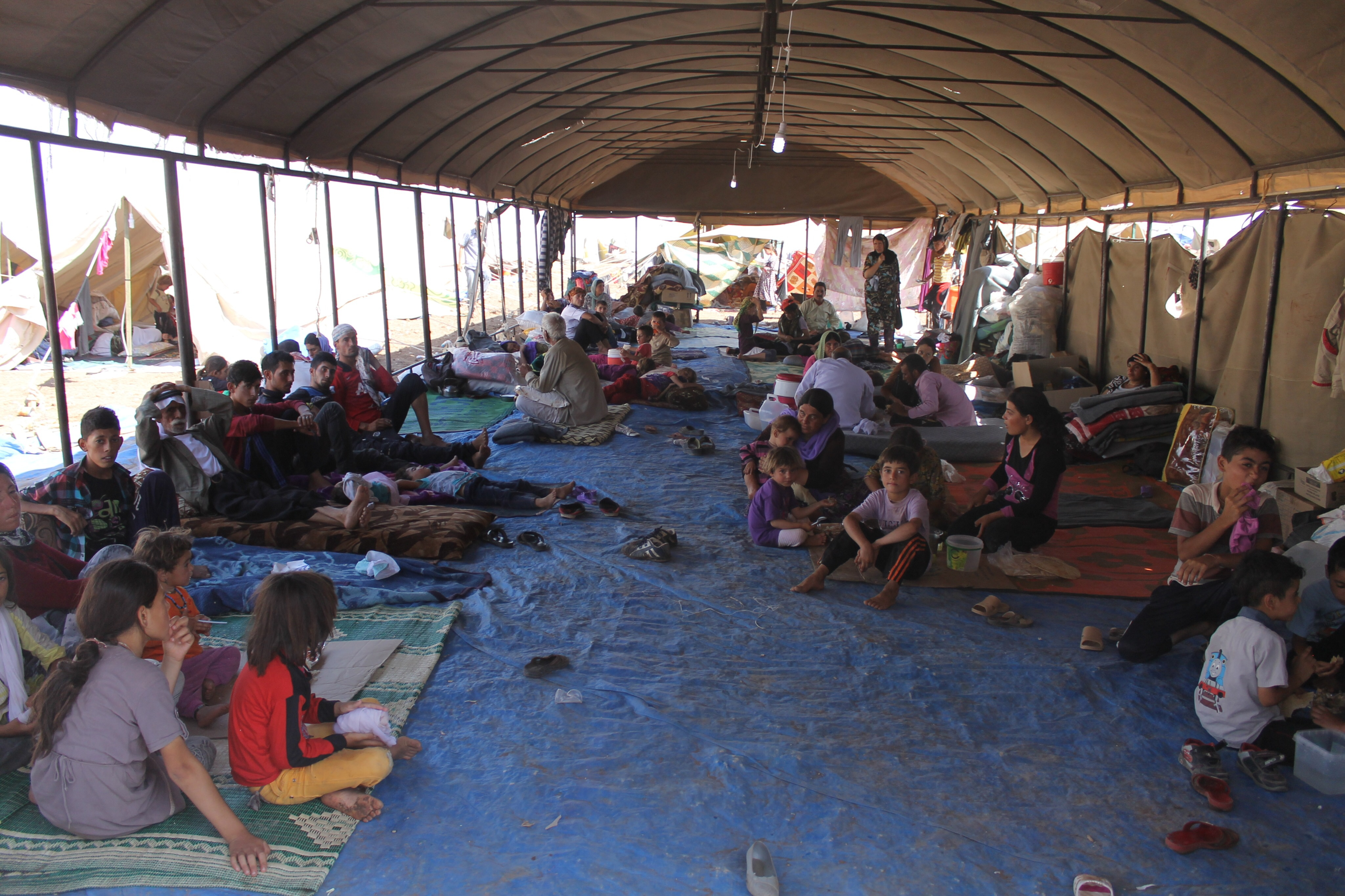
لاجئون إيزيديون في جبل سنجار، أغسطس 2014

### عدد القتلی
في عام 2014، أشارت لجنة حقوق الإنسان التابعة للأمم المتحدة إلى أن 9٫347 مدنيا قتلوا على يد تنظيم الدولة الإسلامية في العراق، وفي بداية عام 2016 قدّر تقرير ثاني للأمم المتحدة عدد القتلی بنحو 18٫802 قتيل. كما ان مجزرة سنجار عام 2014 أسفرت عن مقتل 2000 - 5000 مدنيا.

## تجارة الرق
أحيا تنظيم داعش تجارة الرق. وهناك وثيقة تحدد لائحة بأسعار النساء والأطفال.
- يتم بيع الأطفال الذين تتراوح أعمارهم بين عام واحد و10 سنوات، ذكورا وإناثا، في 169 دولارا.
- وتباع البنات، بدءا من سن الـ10 وإلى الـ20 من العمر، بـ127 دولار.
- وأما النساء الاتي تتراوح أعمارهن بين 20 و 30 سنة فيتم بيعهن بحوالي 85 دولارا،
- واللواتي تبلغ أعمارهن بين الـ30 والـ40 سنة، فيتم بعيهن بحوالي 63 دولارا.
- أما السيدات اللواتي تجاوزت أعمارهن 40 سنة فيتم بيعهن بـ42 دولارا.

## تجارة الاعضاء البشرية
أصدر داعش فتوى «بعدم احترام حياة الكفار ولا أعضاء أجسادهم» وأبلغ فيها أعضاء الجماعة الإرهابية بإمكانية إزالة أعضاء من أجساد الأسرى غير المسلمين، وذلك أمر جائز. وقد يقصد داعش من الكفار هم غير المسلمون ومسلمو الشيعة الذين يعتبرهم بأنهم كفار.
كما ان الفتوی قد جوزت حتی عملية إزالة الأعضاء التي تؤدي إلی وفاة الأشخاص.
قد تم اكتشاف جثث تفقد الاعضاء الحيوية فيها في مقابر جماعية لضحايا الإرهابيين في المناطق التي فقدها التنظيم بسوريا والعراق. أعلن السفير العراقي لدى الأمم المتحدة «أن داعش يعتمد الإتجار في الأعضاء البشرية مصدرا للدخل في العراق وأقدم على قتل الأطباء الذين رفضوا التعاون معه.»